# 欧洲中央银行
歐洲中央銀行（法語：Banque Centrale Européenne），簡稱歐洲央行、ECB，為歐盟欧元区的中央銀行，負責欧元区的金融及貨幣政策，總部位於德國法蘭克福，成立於1998年6月1日。

## 組織架構

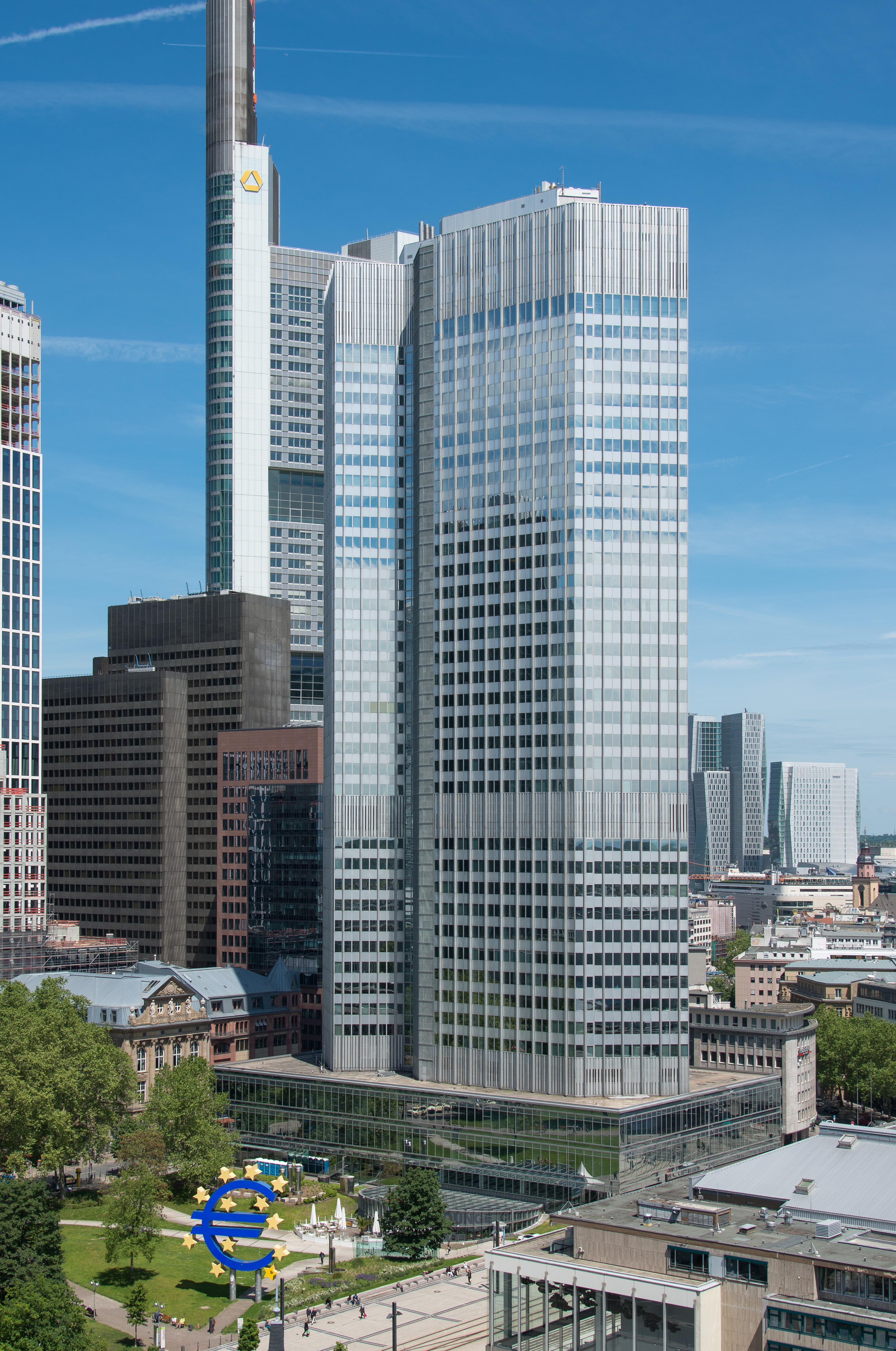
位於德國法蘭克福、曾作為歐洲央行辦公處的歐元塔

歐洲中央銀行由其理事會負責管理，並設有委員會，包括理事會的成員及各歐洲國家各自的中央銀行代表。
歐洲中央銀行的組織主要是以德國中央銀行及西德意志地方票據交換銀行為主要模仿對象。

### 歷任總裁
首任歐洲中央銀行總裁為维姆·德伊森贝赫，曾任荷蘭央行總裁，並曾任教阿姆斯特丹大學宏觀經濟學。其繼任人為法國人让-克洛德·特里谢，曾任法國央行法蘭西銀行行長，於2003年11月接任。第三任歐洲中央銀行總裁為意大利马里奥·德拉基，曾任意大利银行行長，於2011年11月接任。现任欧洲中央银行行长为法國的克里斯蒂娜·拉加德，於2019年11月接任，曾任国际货币基金组织总裁。

## 執行理事會
執行理事會（Executive Board）包括6名成员，包含總裁、副總裁及4名理事，为欧洲央行的政策制定策略。其中的四个位置为欧盟四个最大的中央银行，法国、德国、意大利和西班牙保持。

## 歐洲中央銀行體系
歐洲中央銀行體系（ESCB）包含了歐洲中央銀行及歐盟27個成員國各自的中央銀行，只有各成員國自身負責歐盟事務的央行董事可以參與其中及進行決策。其決策組織包括管理委員會（Governing Council）、執行理事會（Executive Board）及一般委員會（General Council）。

## 政策利率
歐洲中央銀行的關鍵政策利率包括主要再融資利率、存款機制利率和邊際貸款利率。
| 日期           | 存款機制利率 | 主要再融資利率 | 邊際貸款利率 | 資料來源    |
| -------------- | ------------ | -------------- | ------------ | ----------- |
| 2019年9月18日  | -0.50%       | 0.00%          | 0.25%        | [ 2 ]       |
| 2022年7月27日  | 0.00%        | 0.50%          | 0.75%        | [ 2 ]       |
| 2022年9月14日  | 0.75%        | 1.25%          | 1.50%        | [ 2 ]       |
| 2022年11月2日  | 1.50%        | 2.00%          | 2.25%        | [ 3 ] [ 4 ] |
| 2022年12月21日 | 2.00%        | 2.50%          | 2.75%        | [ 5 ] [ 6 ] |
| 2023年2月8日   | 2.50%        | 3.00%          | 3.25%        | [ 7 ]       |
| 2023年3月22日  | 3.00%        | 3.50%          | 3.75%        | [ 8 ]       |
| 2023年5月10日  | 3.25%        | 3.75%          | 4.00%        | [ 9 ]       |
| 2023年6月16日  | 3.50%        | 4.00%          | 4.25%        | [ 10 ]      |
| 2023年8月2日   | 3.75%        | 4.25%          | 4.50%        | [ 11 ]      |
| 2023年9月20日  | 4.00%        | 4.50%          | 4.75%        | [ 12 ]      |

## 批評
歐洲中央銀行主要面對兩種批評，分別為自主性不足及目標不均衡。

### 自主性

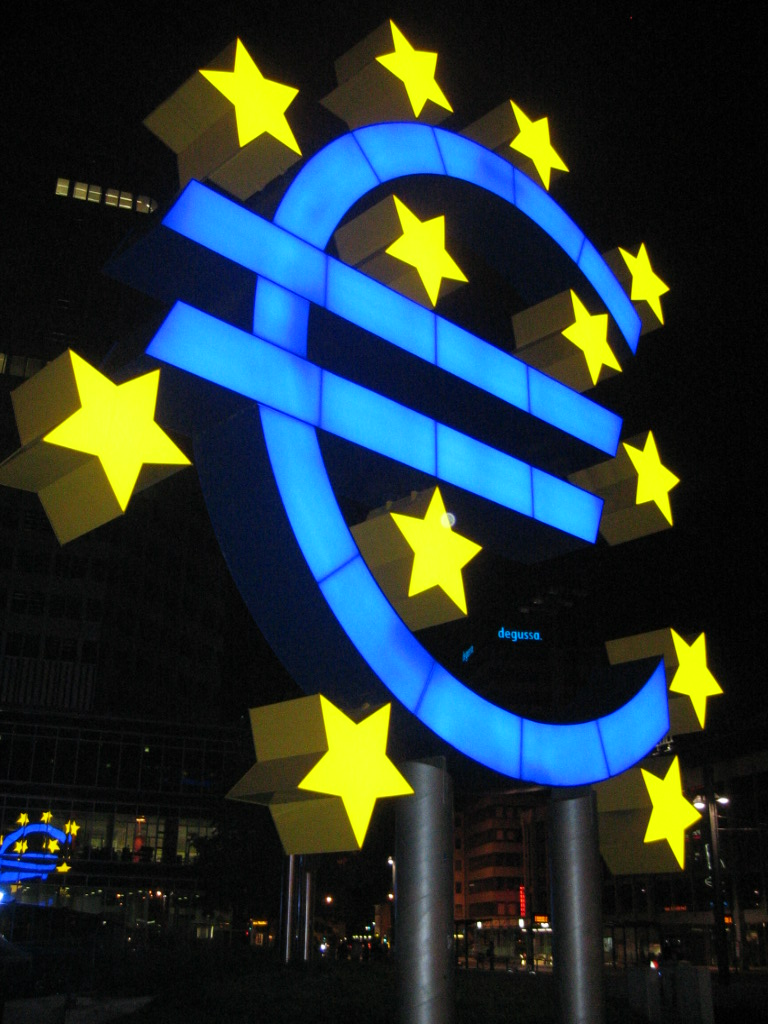
歐元符號的夜景

部份批評者認為歐洲中央銀行的自主性不足。歐洲中央銀行是各成員國的中央銀行聯合籌備成立的，以避免受到政治的影響。雖然其成立的目的及權力均來自政治，但其決策權力卻由歐洲中央銀行自身掌握，不受各國的影響。而那些不在歐元區內的歐盟國家的中央銀行（如丹麥中央銀行），亦受這些條文約束。部份批評者認為歐洲中央銀行民主程度不高，其決策過程黑箱作業，缺乏應有的監管，所以其最終政策有侵犯人權及破壞自然環境的可能性。歐洲中央銀行不會發佈其決定，亦不會接受意見。當執行決策後，其主頁並不會收集市民的意見。因為要保障理事會成員的權益，所以其內部會議的紀錄不會披露。歐盟公民可以通由選舉歐洲議會議員而間接影響歐洲中央銀行的決策，然而若然經濟環境不許可，政客亦可能沒法改變歐洲中央銀行的決策。不過歐洲中央銀行需要向歐洲議會負責，主要官員的委任亦需要獲得其通過。而法律亦規定歐洲中央銀行行長需要每年向歐洲議會提交年度報告，除此之外，歐洲中央銀行董事會成員亦需每年四次與歐洲議會進行會面，以交待中央銀行自身情況，若有需要，可以舉行更頻密的舉行。很多經濟學家均認為歐洲中央銀行的自主性是極其重要的，因為這可以防止市場因政治目的而被操控。

### 通脹目標
部份批評者認為歐洲中央銀行所定下的目標並不合理，歐洲中央銀行以利率機制來控制通脹率，但卻不為失業率及貨幣匯率設定調控政策，這使得部份人感到這樣的經濟政策並不平衡，有可能導致各項經濟及民生的問題。很多英國的經濟學家均指出歐洲中央銀行需要實行平衡的目標組合，就如英格蘭中央銀行現在所採用的。而歐洲中央銀行所設定的不平常的低利率環境亦受到很多批評者批評，認為並不符合歐盟成員國自身的情況。這個低利率環境正是愛爾蘭經濟泡沫的成因。雖然這可以防止歐盟主要成員國如法國、德國及義大利出現經濟不景氣，然而卻沒有顧及其他成員國的利益。需要注意的是日本及美國近年亦採用低利率政策。